# Ghiacciaio Hueneme
Il ghiacciaio Hueneme (in inglese Hueneme Glacier) è un ghiacciaio lungo circa 15 km situato nell'entroterra della costa di Hobbs, nella parte occidentale della Terra di Marie Byrd, in Antartide. Il ghiacciaio, il cui punto più alto si trova 1.386 m s.l.m., fluisce in direzione ovest a partire dal versante occidentale del catena Wisconsin fino ad unire il proprio flusso a quello del ghiacciaio Reedy, fra lo sperone Mickler, a sud, e il picco Griffith, a nord, pochi chilometri a sud dalla riva della costa di Gould.

## Storia
Il ghiacciaio Hueneme è stato mappato dallo United States Geological Survey grazie a ricognizioni terrestri dello stesso USGS e a fotografie aeree scattate dalla marina militare statunitense nel periodo 1960-64; esso è stato poi così battezzato dal Comitato consultivo dei nomi antartici in onore della cittadina di Port Hueneme, in California, sede dei genieri della marina militare statunitense, i cosiddetti "Seabees", sulla Costa Occidentale, che si occupano dei carichi provenienti dalla Costa Occidentale e destinati alle varie operazioni Deep Freeze.